# Frente de Todos
Frente de Todos (у перекладі — «Фронт усіх») — лівоцентристська політична коаліція  партій в Аргентині, сформована для підтримки президента Альберто Фернандеса та віцепрезидента Крістіни де Кіршнер.
Фернандес виграв президентські вибори 2019 року, набравши понад 48% голосів, перемігши чинного президента Маурісіо Макрі в першому турі.  Станом на 2023 рік, коаліція має меншість як у Сенаті Аргентини, так і в Палаті депутатів ; в обох палатах вона укладена як єдиний блок.  У червні 2023 року її замінив Союз за Батьківщину, щоб брати участь у загальних виборах у жовтні того ж року. 

## Ідеологія
Frente de Todos — це коаліція, яка об'єднувала усі сектори перонізму (включаючи кіршнеризм), прогресизму та соціал-демократії, включаючи центристські політичні партії, лівоцентристські та ліві, щоб уникнути повторного обрання президентом Маурісіо Макрі.  
Фронт має підтримку більшості профспілок, таких як Загальна конфедерація праці (CGT) і Центральна спілка робітників Аргентини (CTA)  , а також багато громадських організацій, відомих як пікетерос. 

## Історія
Після поразки колишнього віцепрезидента Даніеля Скіолі на президентських виборах 2015 року та подальшого розколу перонізму, колишня президент Крістіна Фернандес де Кіршнер створила новий рух під назвою Громадянська єдність, який прагнув отримати більшість у Конгресі та перемогти керівну коаліцію JxC. Однак на парламентських виборах 2017 року Громадянська єдність посіла лише друге місце, набравши 25,21% голосів.
12 червня 2019 року було оголошено про створення коаліції Пероністичний фронт усіх через відео, яке було опубліковано в офіційних акаунтах соціальних мереж Альберто Фернандеса та Крістіни Кіршнер. 
На первинних виборах 11 серпня 2019 року дана коаліція виграла з 49,49% голосами підтримки, порівняно з 32,94% голосами на користь Juntos por el Cambio. Знову, на виборах 27 жовтня Альберто Фернандес переміг із 48,24% голосів підтримки у порівнянні з 40,28% на користь Маурісіо Макрі.
10 грудня 2019 року під час масштабного маршу на підтримку нового уряду Альберто Фернандес і Крістіна Фернандес де Кіршнер склали присягу як президент і віцепрезидент Аргентини . З настанням ночі в Каса-Росада відзначили вступ нового президента з танцями, вогнями, феєрверками та промовами.

### Післявиборча криза 2021 року
Коаліція зазнала серйозної внутрішньої кризи після проведення праймеріз на парламентських виборах 2021 року в Аргентині. Це сталося після результатів згаданих первинних виборів, на яких Фронт усіх зазнав поразки в основних районах, зокрема в місті Буенос-Айрес і провінції Буенос-Айрес. Через три дні, 15 вересня, вісім чиновників, усі з яких були пов'язані з віцепрезиденткою Крістіною Фернандес, подали президенту Фернандесу заяву про відставку. У список перших, хто залишив посаду, входять Едуардо де Педро, Мартін Сорія, Роберто Сальварецца, Луана Волновіч, Фернанда Раверта, Трістан Бауер, Паула Еспаньйол і Хуан Кабандіє . 
14 листопада 2021 року Фронт усіх, як основний бастіон пероністів, вперше за майже 40 років втратив більшість у Конгресі на проміжних парламентських виборах. Перемога на виборах правоцентристської коаліції Juntos por el Cambio (Разом до змін) означала важкі останні два роки перебування на посаді президента Альберто Фернандеса. Втрата контролю над Сенатом ускладнила для нього ключові призначення, в тому числі в судовій системі. Хоча вона залишалася найбільшою силою в Конгресі, вона також змушувала його вести переговори з опозицією щодо кожної ініціативи, яку він надсилав до законодавчого органу.  
У квітні 2023 року президент Альберто Фернандес оголосив, що не буде балотуватися на наступних президентських виборах. 